# غين أوروبوتشي
غين أوروبوتشي (虚淵玄 أوروبوتشي غين) هو مؤلف ياباني ولد في 20 ديسمبر 1972 في طوكيو.

## أعماله

### ألعاب الفيديو
- فانتوم: فانتوم أوف إنفيرنو (الإخراج، تأليف السيناريو)
- فامبيريجيا فيدوغونيا (الإخراج، تأليف السيناريو)
- كيكوكوغاي: ذا سايبر سلاير (تأليف السيناريو)
- سايا نو أوتا (تأليف السيناريو)
- زوكو ساتسوريكو نو جانغو: جيغوكو نو شوكينكوبي (تأليف السيناريو)
- جانسلينجر ستراتوس (تأليف السيناريو)

### روايات خفيفة
- فيت/زيرو

### أعمال أخرى
- ثندربولت فانتسي (تأليف الفكرة الأصلية، تأليف النص)
- ثندربولت فانتسي: سيف الحياة و الموت (تأليف الفكرة الأصلية، تأليف النص)
- ثندربولت فانتسي 2 (تأليف الفكرة الأصلية، تأليف النص)
- ثندربولت فانتسي: أغنية الغرب (تأليف الفكرة الأصلية، تأليف النص)

## أعماله في التوكوساتسو
- كامن رايدر غايم (تأليف النص)
- فيلم كامن رايدر غايم: معركة كرة القدم! كأس الثمرة الذهبية! (الإشراف على النص)

## أعماله في الأنمي

### مسلسلات أنمي تلفزيونية
- بلاسريتر (تأليف الحبكة)
- فانتوم: ريكوييم فور ذا فانتوم (تأليف النص)
- الفتاة الساحرة مادوكا ماجيكا (تأليف الحبكة)
- سايكو-باس (تأليف القصة الأصلية)
- سايكو-باس 2 (الإشراف على التخطيط)
- غارغانتيا في الكوكب الأخضر (تأليف القصة الأصلية، تأليف الحبكة)
- ألدنوا زيرو (تأليف القصة الأصلية)
- كونكريت ريفولوتيو: فنتازيا الخوارق THE LAST SONG (تأليف النص "المعركة الأبدية")

### أنمي الإنترنت
- أوبسوليت (تأليف الفكرة الأصلية، تأليف الحبكة)

### أفلام أنمي
- الفتاة الساحرة مادوكا ماجيكا: حكاية البداية (تأليف النص)
- الفتاة الساحرة مادوكا ماجيكا: حكاية الأبدية (تأليف النص)
- سايكو-باس: الفيلم (تأليف القصة الأصلية)
- النفي من الفردوس (تأليف النص)
- ثلاثية أفلام غودزيلا
  - غودزيلا: كوكب الوحوش (تأليف الفكرة الأصلية، تأليف النص)
  - غودزيلا: مدينة على شفير المعركة (تأليف الفكرة الأصلية، تأليف النص)
  - غودزيلا: آكل الكواكب (تأليف الفكرة الأصلية، تأليف النص)

## وصلات خارجية
- غين أوروبوتشي على موقع IMDb (الإنجليزية)
- غين أوروبوتشي على موقع ميوزك برينز (الإنجليزية)
- غين أوروبوتشي على موقع قاعدة بيانات الفيلم (الإنجليزية)
- غين أوروبوتشي على موقع ANN person (الإنجليزية)

- صفحة IMDb